# Escurial
Escurial is een dorp en gemeente in de Spaanse provincie Cáceres in de regio Extremadura. Escuarial heeft 820 inwoners (1 januari 2016).

## Burgemeester
De burgemeester van Escurial is Eduardo Sánchez Álvez.

## Geografie
Escurial heeft een oppervlakte van 112 km² en grenst aan de gemeenten Abertura, Almoharín, Campo Lugar, Miajadas, Robledillo de Trujillo, Villamesías en Zarza de Montánchez.

## Demografische ontwikkeling
Bron: INE, 1857-2011: volkstellingen

## Galerij

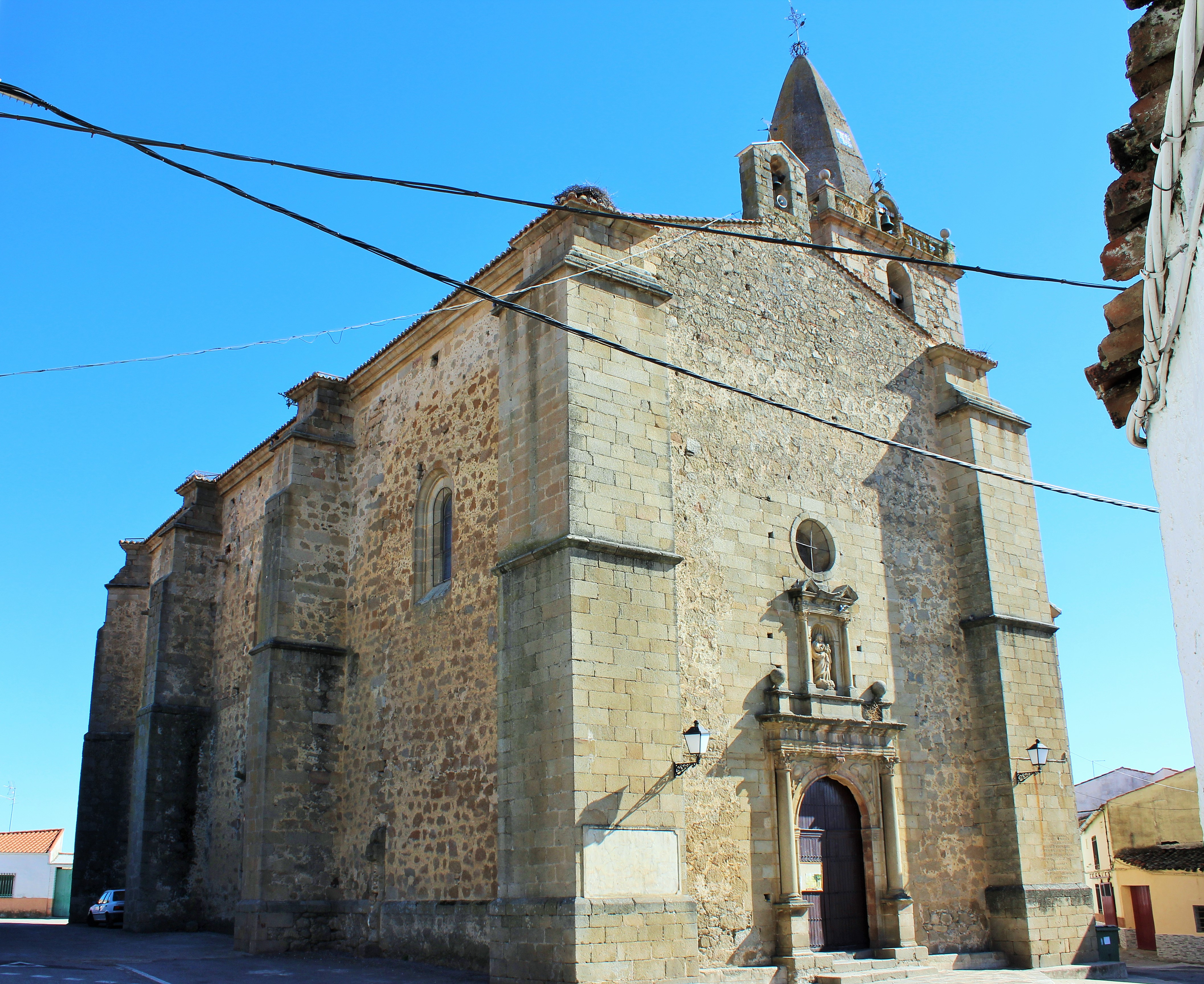
Kerk van Escurial
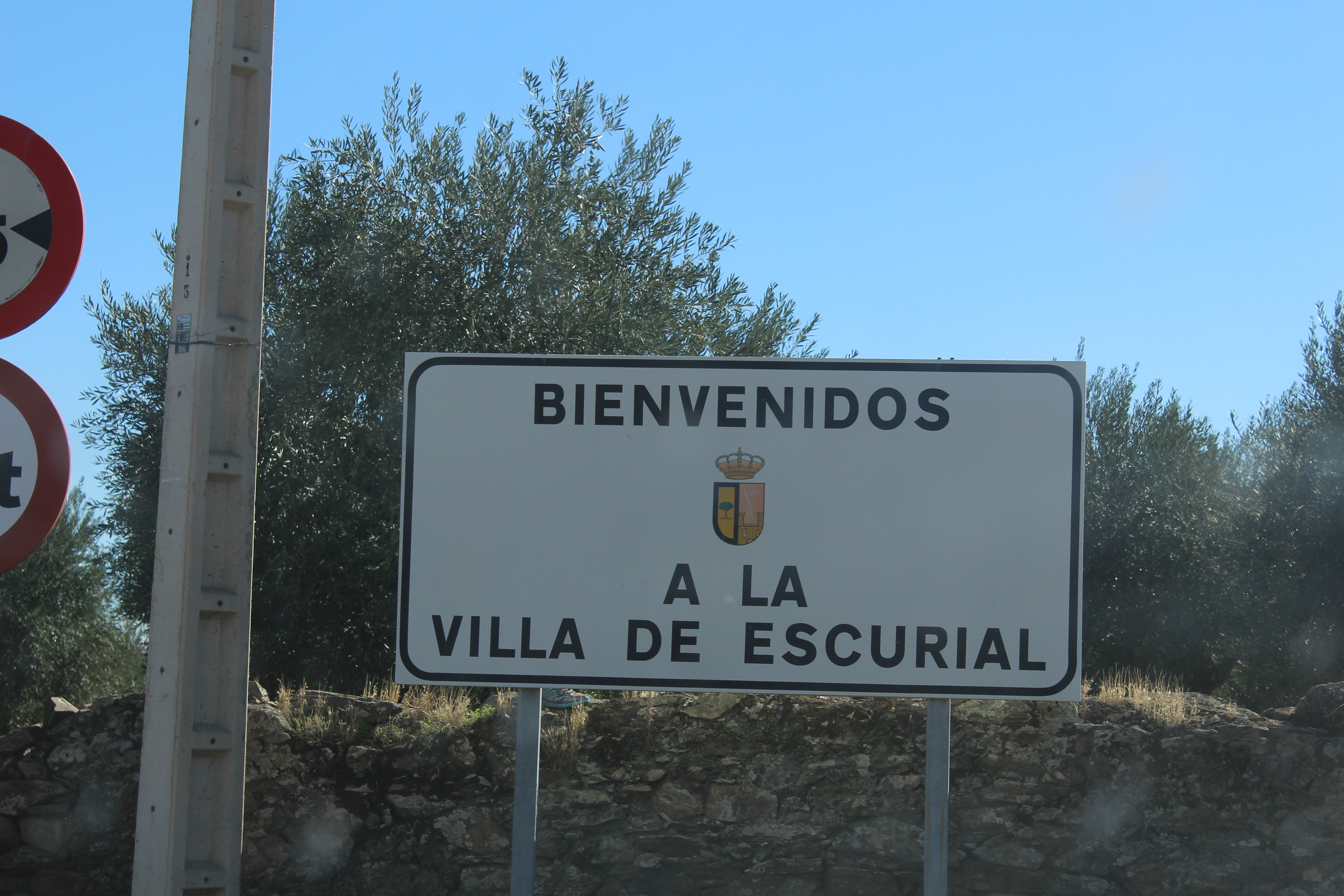
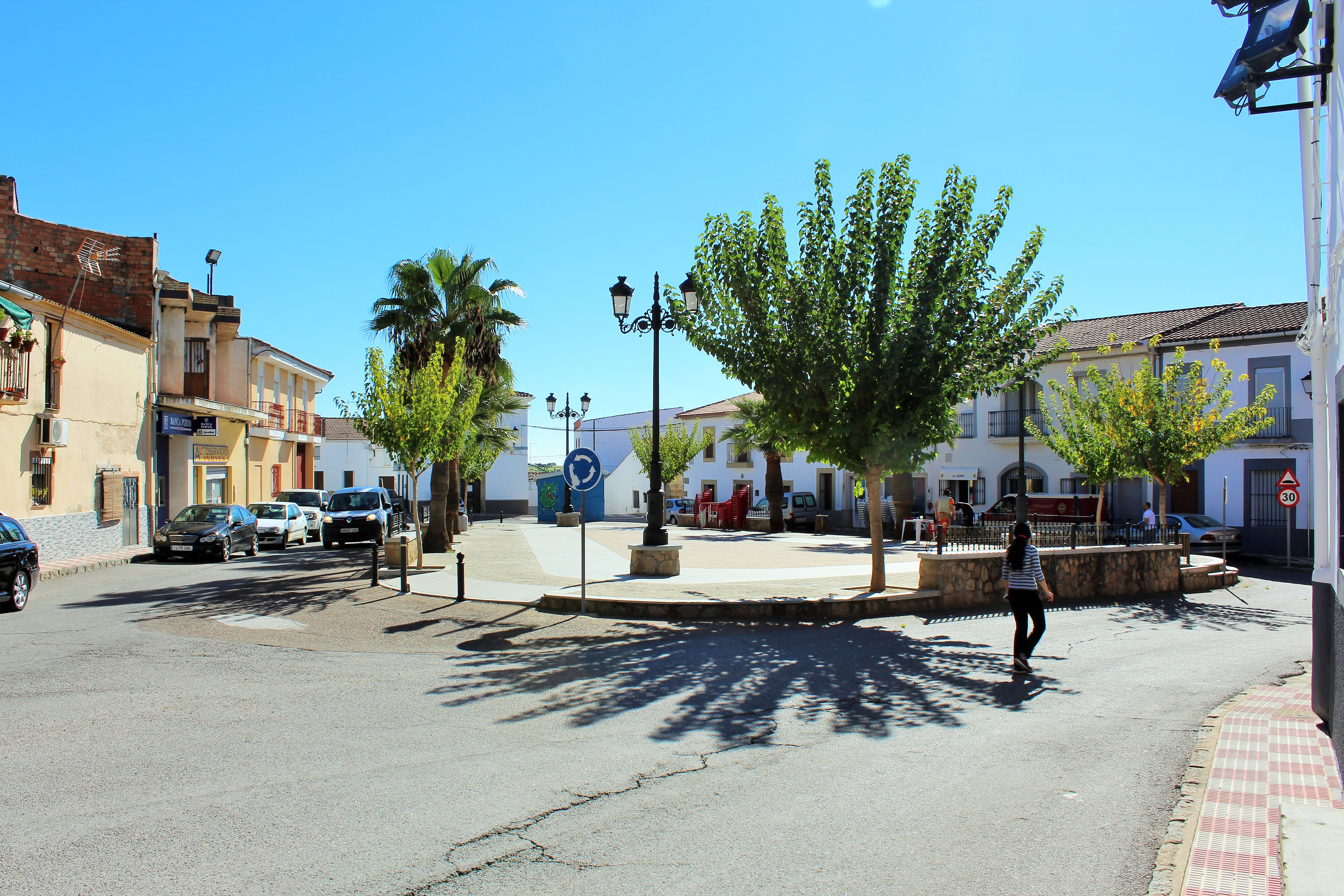